# دراج گردن‌بلوطی
دراج گردن‌بلوطی (نام علمی: Pternistis castaneicollis) نام یک گونه از سرده دراج‌های کبکی است. با 33 تا 37 سانتی متر (13 تا 15 اینچ) و 550 تا 1200 گرم (1.21 تا 2.65 پوند)، یکی از گونه های بزرگ از فرانکولین هاست. در اتیوپی، سومالی و احتمالاً کنیا یافت می شود.